# مارجی لارنس
مارجی لارنس (انگلیسی: Marjie Lawrence؛ ‏ ۲۱ ژانویهٔ ۱۹۳۲ – ۱۶ ژوئن ۲۰۱۰) بازیگر اهل بریتانیا بود. وی بین سال‌های ۱۹۵۲ تا ۲۰۱۰ میلادی فعالیت می‌کرد.
از فیلم‌ها یا مجموعه‌های تلویزیونی که وی در آن‌ها نقش داشته‌است، می‌توان به سحرخیز، بازرس کلوزو، سوئینی، بنی هیل شو، خیابان کورونیشن و پوآرو اشاره نمود.